# マッシャーブルム
マッシャーブルム（Masherbrum）は、パキスタンの山。1800年代半ばに行われたインド測量局による測量では「K1」の測量番号が与えられた。カラコルム山脈のマッシャーブルム山群に属し、標高は7,821 mと世界22位、パキスタン国内では11位の高さである。
名称の由来は明らかではない。二つある山頂を前装式の古い銃に見立ててmashadar（前装銃）とbrum（山）の合成とする説のほか、masha（貴婦人）とbrumの合成とする説などがあるが確たることは不明である。

## 位置
カラコルム山脈中心部を流れ、同山脈の8000メートル級の峰々への登頂ルートやトレッキングコースとして広く用いられるバルトロ氷河の南部に位置する。南にはフーシェ谷があり、同じくマッシャーブルム登頂のルートにもされる。

## 歴史
マッシャーブルムの存在をヨーロッパ人が初めて認識したのは1856年の事である。イギリス陸軍工兵隊のトーマス・ジョージ・モントゴメリーがカラコルム山脈を測量した際に高峰に気づき、カラコルムの1号峰としてK1と名付けた。しかし現地住民にはマッシャーブルムとして知られており、現代でもこの名が使われている。
1911年になるとワークマン夫妻によって踏査され、さらに1938年には南からのルートで登頂が試みられた。しかしこの際は山頂を目前にして失敗している。その後1955年と1957年の登頂失敗を経て、1960年にクリンチを隊長とするアメリカ・パキスタン合同隊のベルとアンソールドにより、過去何度も登山者を退けた南東壁を通るルートでの登頂が達成された。
1983年、須藤建志隊長ら5名からなる京都岳人クラブ隊が南面から挑み、乃村昌宏・南裏健康の両隊員が登頂。アメリカ隊の初登頂以来23年ぶりとなる世界第二登、アルパインスタイルでの登頂は初めてだった。
現在では北西壁ルートと北西稜・北壁ルートによる登頂も報告されている。